# Septo do pênis
Os corpos cavernosos do pênis estão envoltos por um forte envelope fibroso formado por fibras superficiais e profundas. As fibras superficiais são longitudinais em direção e formam um único tubo que envolve os dois corpos; as fibras profundas são organizadas circularmente em torno de cada corpo e formam, por sua junção no plano mediano, o septo do pênis.
Este é espesso e completo atrás, mas é imperfeito na frente, onde consiste de uma série de bandas verticais dispostas como os dentes de um pente; é, portanto, chamado o septum pectiniforme.